# كايل ديفيز
كايل جراهام ديفيز (بالإنجليزية: Kyle Graham Davies)‏ (مواليد 11 أبريل 1989 دانفيل، كونترا كوستا، كاليفورنيا، الولايات المتحدة - ) هو لاعب كرة قدم أمريكي يلعب كمدافع.

## روابط خارجية
- كايل ديفيز على موقع الدوري الأمريكي (الإنجليزية)
- كايل ديفيز على موقع قاعدة بيانات كرة القدم.إي يو (الإنجليزية)